# Coccobius bifasciatus
Coccobius bifasciatus är en stekelart som först beskrevs av Ishii 1938.  Coccobius bifasciatus ingår i släktet Coccobius och familjen växtlussteklar. Inga underarter finns listade i Catalogue of Life.